# Chuck (álbum de Chuck Berry)
Chuck é o vigésimo e último álbum de estúdio do cantor e guitarrista americano de rock and roll Chuck Berry. O primeiro álbum de estúdio de Berry em décadas, foi recebido positivamente por críticos que o consideraram um retorno à forma e uma última declaração pungente. Berry morreu entre o anúncio de sua gravação, em seu aniversário de 90 anos, e seu lançamento, em junho de 2017.
O álbum foi lançado dia 16 de junho de 2017, quase três meses após sua morte em 18 de março de 2017.
O álbum contém dez canções sendo oito delas escritas por Berry que vinha trabalhando nelas ao passar dos anos entre um show e outro em suas turnês e foi gravado com sua banda regular e conta com participações de Tom Morello, Nathaniel Rateliff e Gary Clark Jr..
Em 22 de março, foi divulgado o primeiro single do álbum, "Big Boys", além da lista de faixas completa do álbum.
Essa se tornou sua primeira entrada no top 10 no Reino Unido desde 1977, estreando na nona posição.

## Visão geral
Chuck é o primeiro álbum com material inédito de Berry em 38 anos, desde seu álbum Rock It de 1979. O álbum é dedicado a sua esposa Thelmetta "Toddy" Berry. O álbum foi anunciado no aniversário de 90 anos de Berry, 18 de outubro de 2016, com data de lançamento em 2017. Artistas do álbum incluem sua banda de apoio ao vivo, assim como seus filhos.  Antes de sua morte em 18 de março de 2017, estava implícito que este álbum seria o último.

## Gravação e lançamentos
A gravação foi concluída dentro do cronograma antes de sua morte, para que sua propriedade fosse preparada. Em 21 de março de 2017 - três dias após a morte de Berry - foi anunciado que o álbum seria lançado em 16 de junho de 2017. Também em 21 de março, uma canção do novo álbum foi lançada - o primeiro single de Berry em 40 anos - intitulada " Big Boys". A canção é um rock and roll animado sobre um adolescente que quer fazer todas as coisas que os adultos fazem. O álbum conta com dez novas gravações, incluindo uma sequência de sua faixa de 1958 "Johnny B. Goode", intitulada "Lady B. Goode".

## Faixas
Fonte:
| N.º | Título                  | Duração |  |
| 1.  | "Wonderful Woman"       |         |  |
| 2.  | "Big Boys"              | 3:05    |  |
| 3.  | "You Go To My Head"     |         |  |
| 4.  | "3/4 Time (Enchiladas)" |         |  |
| 5.  | "Darlin"                |         |  |
| 6.  | "Lady B. Goode"         |         |  |
| 7.  | "She Still Loves You"   |         |  |
| 8.  | "Jamaica Moon"          |         |  |
| 9.  | "Dutchman"              |         |  |
| 10. | "Eyes Of Man"           |         |  |

## Créditos
Fonte:
- Chuck Berry – guitarra, vocal, produção

The Blueberry Hill Band
- Robert Lohr – piano
- Jimmy Marsala – baixo
- Keith Robinson – bateria

Músicos adicionais
- Charles Berry Jr – guitarra
- Ingrid Berry – harmônica
- Tom Morello - guitarra